# 행복의 조건 (1959년 영화)
"행복의 조건"는 한국에서 제작된 이봉래 감독의 1959년 영화이다. 윤일봉 등이 주연으로 출연하였고 이래원 등이 제작에 참여하였다.

## 출연

### 주연
- 윤일봉
- 이민자
- 주증녀
- 남미리

## 기타
- 조명: 이범근
- 녹음: 이경순
- 미술: 박석인